# マーロウ橋

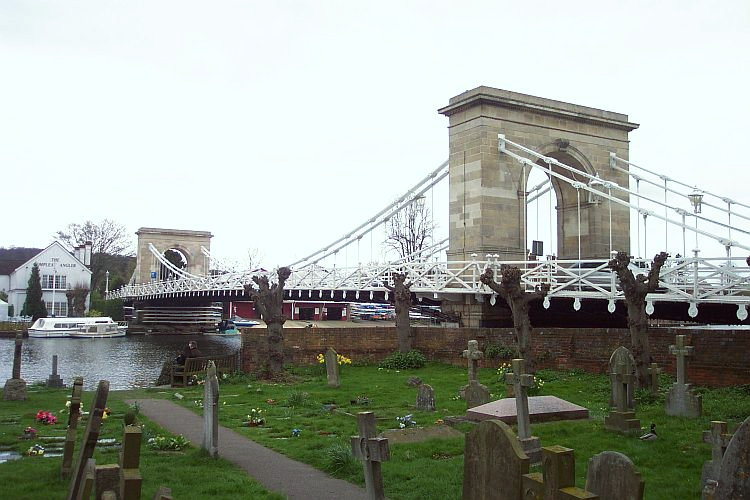
マーロウ橋

マーロウ橋（マーロウばし、Marlow Bridge ）は、イギリスのテムズ川にかかる歩行者と片道一車線の車道兼用の吊橋。バッキンガムシャーのマーロウとバークシャーのビシャムを結んでいる。
エドワード3世の時代以来、同じ場所に橋があった。
現在の橋は、1832年にウィリアム・ティエルニー・クラークが設計した吊橋である。後にドナウ川にかけられたブダペストにあるセーチェーニ鎖橋の原型となっている。
通行量の増加に伴い、現在では通過する車に重量制限が設けられており、より近代的なマーロウ・バイパス・ブリッジが一般の交通には用いられている。現在でも地元の人や徒歩の旅行者にはこちらの橋が使われている。